# مقاطعة وود (فرجينيا الغربية)
مقاطعة وود هي مقاطعة في فرجينيا الغربية، تتبع فيرجينيا الغربية، بلغ عدد سكانها 86٬956  نسمة، في 2010، عاصمتها باركرسبورغ.

## الموقع
تشترك في الحدود مع:
- مقاطعة واشنطن، أوهايو.